# Willem Drees jr.
Willem (Wim) Drees jr. (Den Haag, 24 december 1922 – aldaar, 5 september 1998) was een Nederlands econoom, ambtenaar en politicus voor de Democratisch Socialisten '70 (DS'70).

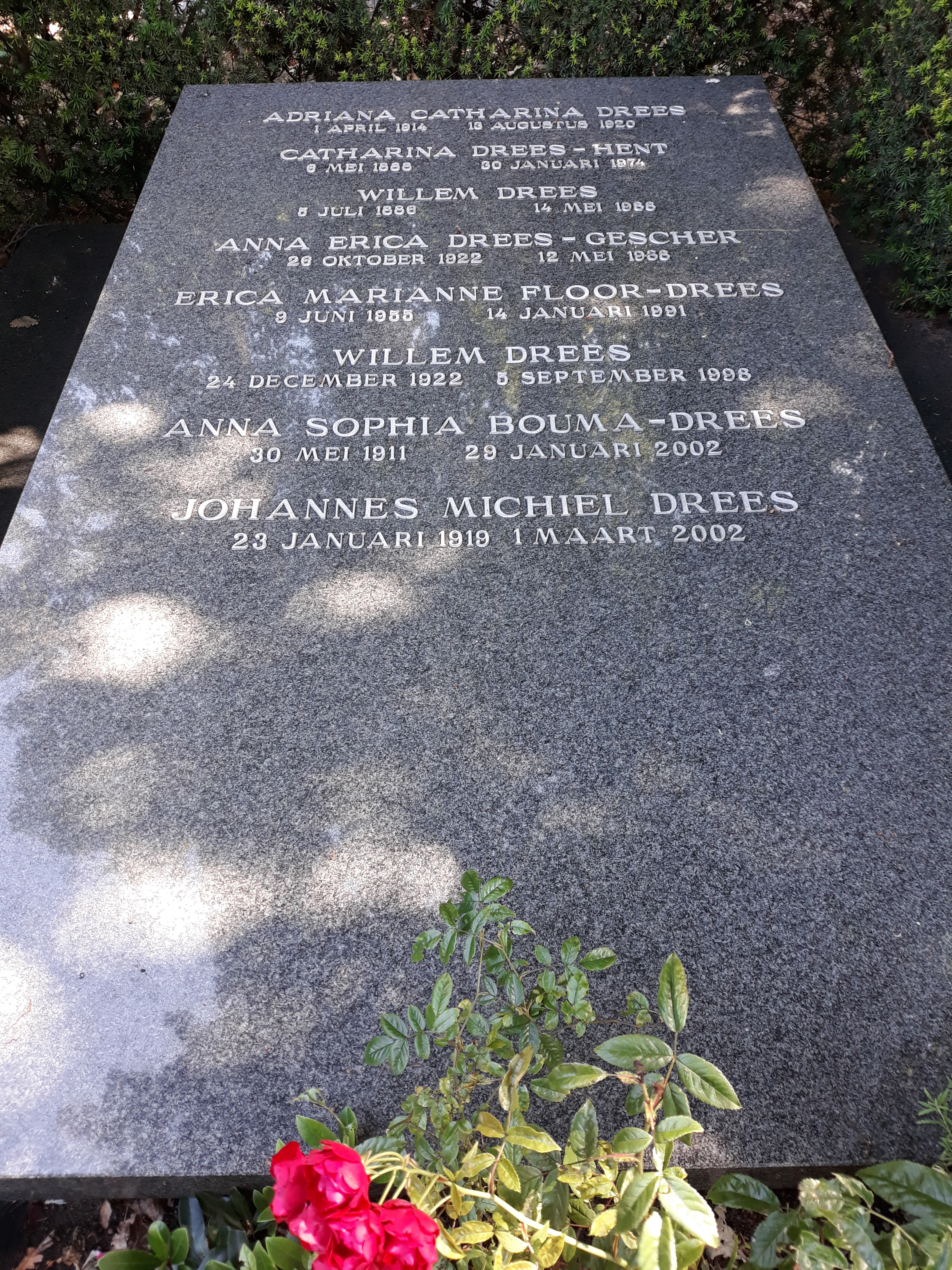
Het graf van Willem Drees jr. en zijn echtgenoot Anna Erica Gescher op de begraafplaats Oud Eik in Den Haag.

## Opleiding
Na het volgen van lager openbaar onderwijs in Den Haag volgde hij middelbaar onderwijs aan het Gymnasium Haganum. Van 1940 tot 1946 studeerde hij economie aan de Nederlandse Economische Hogeschool van Rotterdam, waar hij ook promoveerde. In april 1943 tekende Drees jr. na lang aarzelen de Loyaliteitsverklaring. Hij rekende erop dat dat bescherming bood tegen gedwongen tewerkstelling in Duitsland. Bovendien wilde hij niet onderduiken, omdat hij zorg droeg voor een aantal Joodse onderduikers. In de zomer van 1944 zat hij een aantal maanden vast in Kamp Vught op verdenking van illegale contacten.

## Partijen
Van 1945 tot 1946 was hij lid van de Sociaal-Democratische Arbeiderspartij, van 1946 tot 1970 van de Partij van de Arbeid en vanaf 1970 van de DS'70.

## Vroege carrière

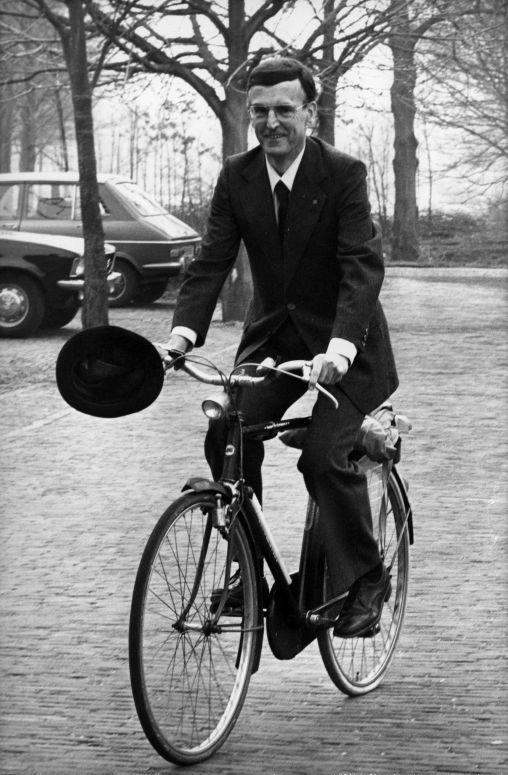
Willem Drees jr. arriveert bij Huis ten Bosch voor een gesprek met Koningin Juliana op 24 maart 1977.

Direct na de Tweede Wereldoorlog verbleef Drees jr. in Batavia (het huidige Jakarta) waar hij ambtenaar was aan het departement van geldwezen en financiën van Nederlands-Indië. Van 1947 tot 1950 was hij econoom bij het IMF. Daarna was hij financiële raad bij het Hoge Commissariaat van Financiën te Jakarta (voor de Verenigde Staten van Indonesië). Van 1956 tot 1969 was Drees jr. directeur Rijksbegroting.
Daarna was Drees jr. o.a. thesaurier-generaal (1969-1971). Daarnaast was hij buitengewoon hoogleraar in de openbare financiën aan de Nederlandse Economische Hogeschool van Rotterdam.

## DS'70, minister en Kamerlid
Drees jr. was aanvankelijk lid van de Partij van de Arbeid (werkzaam bij de Wiardi Beckman Stichting), maar bedankte in 1970 als lid uit onvrede over de invloed van Nieuw Links binnen de partij. Hij trad daarop toe tot de nieuwe partij Democratische Socialisten 70 (DS'70), in feite een afsplitsing ter rechterzijde van de PvdA, gevormd door mensen die het oneens waren met de in hun ogen te linkse koers van die partij. DS'70 was tegen samenwerking met radicaal-links, stond negatief tegenover de regeringen van de Oost-Europese staten en was warm voorstander van nauwe samenwerking met de Verenigde Staten van Amerika. Zijn vader, Willem Drees sr., die inmiddels ook geen lid meer van de PvdA was, werd sympathisant van DS'70.
Als lijsttrekker voor de verkiezingen van 28 april 1971 legde hij sterk de nadruk op de vermindering van de overheidsuitgaven. DS'70 was bij deze verkiezingen zeer succesvol en kwam als nieuwkomer meteen met acht zetels in de Tweede Kamer. Op 6 juli 1971 werd Drees minister van Verkeer en Waterstaat in het Kabinet-Biesheuvel I. Als minister nam hij het besluit tot de aanleg van de Zoetermeer Stadslijn en nam in het Rijkswegenfonds een bedrag op voor spoorwegaanleg. Hij bracht met minister Udink een wet tot onteigening tot stand, om zo de aanleg van een buisleidingenstraat van Pernis naar de Schelde mogelijk te maken. 20 juli 1972, na precies een jaar, verdwenen de DS'70-ministers uit het ARP-KVP-CHU-VVD-DS'70 kabinet (kabinet Biesheuvel I) van het toneel, na onenigheden met de andere coalitie-partners over bezuinigingen. ARP-KVP-CHU-VVD vormden voor een jaar het kabinet Biesheuvel II tot en met 10 mei 1973. Van 11 mei 1973-18 december 1977 werd Nederland geregeerd door het kabinet Den Uyl (PvdA-KVP-ARP-PPR-D'66), dat in oktober 1973 door de 1e oliecrisis, een olieboycot overvallen werd; deze duurde tot en met 1974. Dientengevolge volgde de ernstigste recessie sinds 1929-1945, die duurde van oktober 1973 tot en met maart/april 1976.
Van augustus 1972 tot en met 1977 was Drees jr. lid van de Tweede Kamer voor DS'70 en tevens fractievoorzitter. Van 1974 tot 1975 was hij tevens lid van de gemeenteraad van Den Haag.
In 1975 verlieten vier van de zes fractieleden, onder wie Mauk de Brauw de Tweede Kamer wegens meningsverschillen met Drees jr.
Sedertdien ging DS'70 bergafwaarts. Van de 8 zetels in april 1971 en de 6 zetels in november 1972 hield DS'70 bij de Tweede Kamerverkiezingen van mei 1977 er slechts één over, waarna Willem Drees jr. zijn consequenties trok en de enige zetel liet aan zijn partijgenoot Ruud Nijhof. In mei 1981 haalde DS'70 net geen zetel en lijsttrekker Nijhof verdween uit de Kamer. In januari 1983 werd DS'70 opgeheven.
Van 1977 tot 1984 was Drees jr. lid van de Algemene Rekenkamer. Hij vervulde tal van nevenfuncties, waaronder het voorzitterschap van de Commissie Financiering Oudedagsvoorziening.

## Privéleven
Willem Drees jr. was de zoon van voormalig minister-president Willem Drees en zijn echtgenote Catharina Hent. Drees jr. was getrouwd met Anna Erica Gescher met wie hij vier dochters had en een zoon. Zijn zoon Willem B. Drees is een filosoof, schrijver en hoogleraar aan de Tilburg University. Twee van zijn dochters zijn getrouwd geweest met PvdA-politicus Jacques Wallage. Willem Drees jr. overleed op 5 september 1998 op 75-jarige leeftijd.